# セーラ・バトラー
セーラ・バトラー（Sarah Butler, 1985年2月11日 - ）は、アメリカ合衆国出身の女優である。

## 出演作品

### 映画
- アブノーマル・バケーション 〜ある女優が堕ちるまで〜（サラ）
- インベージョン
- アイ・スピット・オン・ユア・グレイヴ（ジェニファー・ヒルズ）
- デッドハング （原題：Free Fall） 2014年 アメリカ
- ムーントラップ：ターゲット・アース 2015年製作・2017年公開